# Nando González
Fernando González Valenciaga (Getxo, 1 de fevereiro de 1921 – 3 de janeiro de 1988) foi um futebolista e treinador espanhol.

## Carreira
Nando fez parte do elenco da Seleção Espanhola de Futebol da Copa do Mundo de 1950.[carece de fontes?]